# Timnit Gebru
Timnit Gebru là một nhà khoa học máy tính người Ethiopia và là đồng trưởng nhóm kỹ thuật của Nhóm Trí tuệ nhân tạo đạo đức tại Google. Cô làm việc về thiên vị thuật toán và khai thác dữ liệu. Cô là người ủng hộ sự đa dạng trong công nghệ và là người đồng sáng lập Black trong AI, một cộng đồng các nhà nghiên cứu da đen làm việc trong trí tuệ nhân tạo.

## Tuổi thơ và giáo dục
Gebru sinh ra và lớn lên ở Ethiopia. Cha cô và hai chị gái lớn nhất là kỹ sư điện. Cha cô mất khi cô năm tuổi và cô được mẹ nuôi dưỡng. Cô di cư sang Hoa Kỳ để học tại Đại học Stanford. Ở đó, cô kiếm được bằng Cử nhân và Thạc sĩ về kỹ thuật điện. Gebru làm việc tại Apple Inc., phát triển các thuật toán xử lý tín hiệu cho IPad đầu tiên. Gebru kiếm được bằng tiến sĩ dưới sự giám sát của Fei-Fei Li tại Đại học Stanford vào năm 2017. Cô đã sử dụng khai thác dữ liệu của các hình ảnh có sẵn công khai. Cô quan tâm đến số tiền mà các tổ chức chính phủ và phi chính phủ đã cố gắng thu thập thông tin về các cộng đồng. Để điều tra các lựa chọn thay thế, Gebru đã kết hợp tìm hiểu sâu với Google Street View để ước tính nhân khẩu học của các khu phố ở Hoa Kỳ, cho thấy các thuộc tính kinh tế xã hội như mô hình bầu cử, thu nhập, chủng tộc và giáo dục có thể được suy ra từ các quan sát về ô tô. Nếu số lượng xe bán tải nhiều hơn số lượng xe mui trần, cộng đồng có nhiều khả năng bỏ phiếu cho đảng Cộng hòa. Họ đã phân tích hơn 15 triệu hình ảnh từ 200 thành phố đông dân nhất Hoa Kỳ. Tác phẩm được phủ sóng rộng rãi trên các phương tiện truyền thông, được BBC News, Newsweek, Nhà kinh tế và Thời báo New York chọn.
Gebru đã trình bày nghiên cứu của mình tại cuộc thi LDV Capital Vision Summit 2017, nơi các nhà khoa học về thị giác máy tính trình bày công việc của họ cho các thành viên của các nhà đầu tư công nghiệp và mạo hiểm. Gebru giành chiến thắng trong cuộc thi, bắt đầu một loạt các hợp tác với các doanh nhân và nhà đầu tư khác. Cả hai trong tiến sĩ vào năm 2016 và vào năm 2018, Gebru trở về Ethiopia với Jelani Nelson trình AddisCoder chiến dịch 's. Sau khi học tiến sĩ, Gebru gia nhập Microsoft với tư cách là nhà nghiên cứu sau tiến sĩ trong phòng thí nghiệm Công bằng, Trách nhiệm, Minh bạch và Đạo đức trong AI (FARE). Cô được Selfpreneur vinh danh là "Alicorn trong Trí tuệ nhân tạo ".

## Sự nghiệp và nghiên cứu

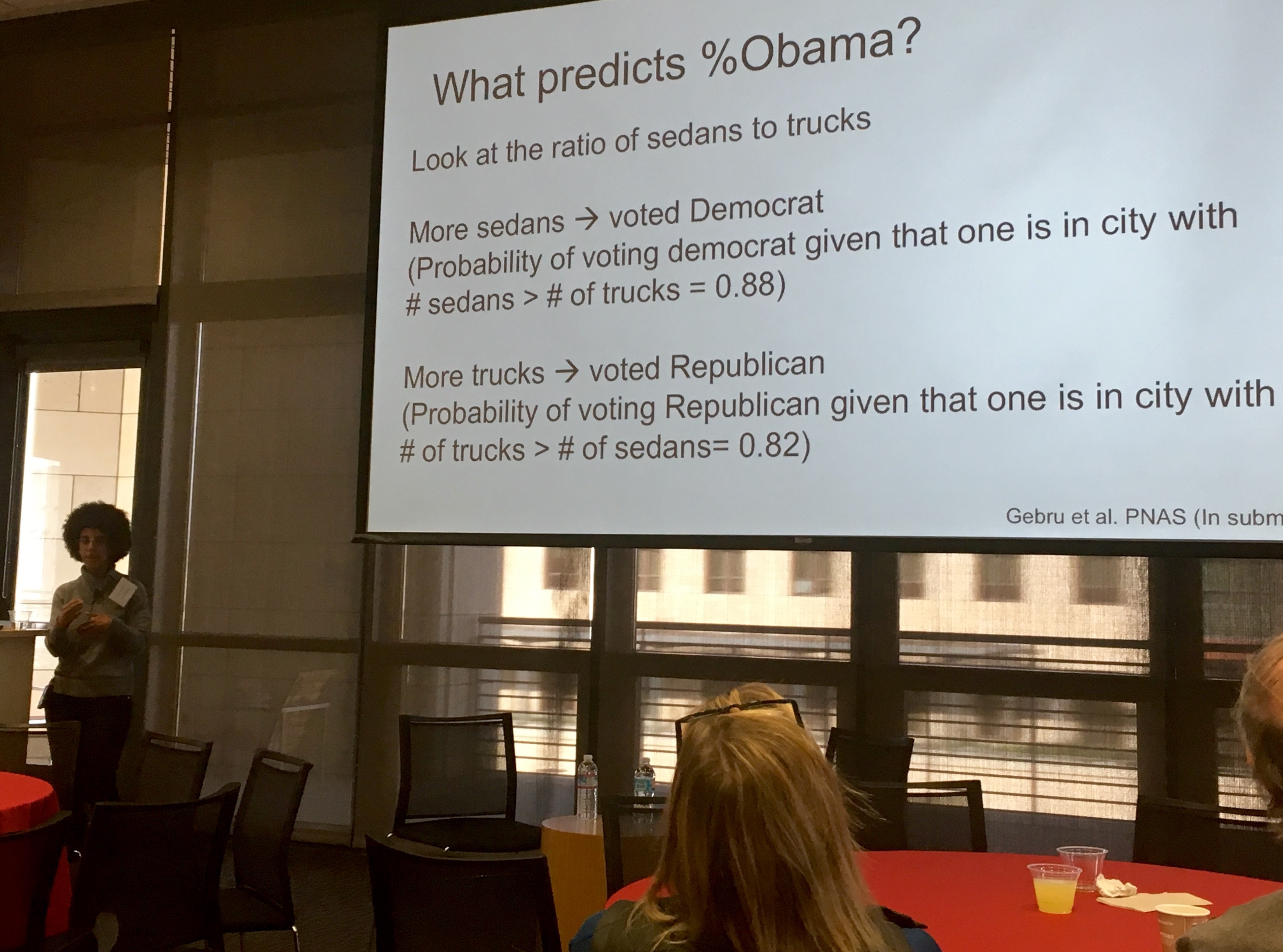
Gebru tiết lộ rằng bạn có thể dự đoán, với độ tin cậy, cách người Mỹ sẽ bỏ phiếu từ loại phương tiện họ lái.

Gebru làm việc tại Google về đạo đức của Trí tuệ nhân tạo. Cô nghiên cứu ý nghĩa của trí tuệ nhân tạo, tìm cách cải thiện khả năng của công nghệ để làm tốt xã hội. Cô hợp tác với nhóm nghiên cứu MIT Shades. Gebru đã làm việc với Joy Buolamwini để điều tra phần mềm nhận dạng khuôn mặt; phát hiện ra rằng phụ nữ da đen có khả năng được công nhận ít hơn 35% so với đàn ông da trắng. Khi Gebru tham dự một hội nghị về trí tuệ nhân tạo vào năm 2016, cô nhận thấy rằng mình là người phụ nữ da đen duy nhất trong số 8.500 đại biểu. Gebru thành lập Black in AI, một cộng đồng các nhà nghiên cứu đen làm việc trong trí tuệ nhân tạo. Black in AI đã tổ chức các hội thảo tại Hội nghị về Hệ thống xử lý thông tin thần kinh hàng năm kể từ năm 2017. Cô đã thảo luận về sự thiên vị trong trí tuệ nhân tạo trong các podcast và các cuộc phỏng vấn.